# Kingsmeadow
Kingsmeadow is een voetbalstadion in Kingston upon Thames, Engeland, dat plaats biedt aan 4.850 toeschouwers. De bespeler van het stadion is het vrouwenteam en verschillende jeugdelftallen van Chelsea. 
Tot 2020 speelde AFC Wimbledon in het stadion wat zij deelden met de amateurclub Kingstonian FC. Wimbledon verkocht echter het stadion aan Chelsea FC. Chelsea was niet bereid om Kingstonian nog langer op Kingsmeadow te laten spelen. AFC Wimbledon is in 2020 verhuisd naar een nieuw stadion dat speciaal voor de club gebouwd werd, Plough Lane.